# بولينج

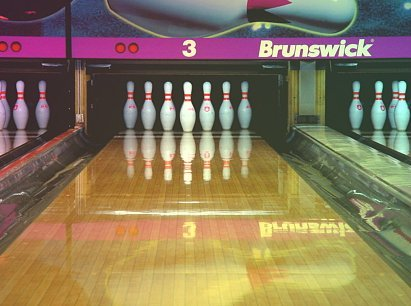
لعبة البولِنغ.

البولِنغ أو البولّنج هو اسم لرياضة تتم بقذف كرة البولنغ لتضرب أجسام خشبية بقصد تسجيل نقاط. توجد العديد من أشكال البولِنغ التي وجدت في حضارات قديمة ربما كان أقدمها ما وجد من رياضة تشبه البولِنغ لدى قدماء الفراعنة في مصر القديمة  أما صيغة البولِنغ المعروفة في يومنا هذا فقد ظهرت حديثا في إنجلترا في القرن الحادي عشر وفي عام 1895 تأسس أول اتحاد أمريكي للعبة البولِنغ.

## التسمية
كلمة بولينج منقول منقحرة من الكلمة الإنجليزية "Bowling"، وتحتوي الكلمة اللغوية على علتان منافية للنطق العربي وهي التقاء الساكنين، وحرف "G" الذي لا تنطقه العرب.

## أسلوب اللعب
تلعب البولِنغ فرديًّا أو جماعيًّا حيث يقذف اللاعبون بكرة كبيرة مصنوعة من اللدائن الثقيل الوزن ويقدر وزنها بـ 16 باوند لإصابة أكبر عدد ممكن من القطع الخشبية الموضوعة في نهاية مضمار طويل يبلغ طولة 18 متر وعرضه 1.04 وتحتسب نقطة لكل قطعة تسقطها الكرة ويكون طول كل قطعة خشبية حوالي 38 سم وتصنع من الخشب أو اللدائن.

## الاتحاد الدولي للبولِنغ
تأسس الاتحاد الدولي للبولِنغ عام 1952 واعترف به من قبل اللجنة الأولمبية عام 1979 ويتضمن 103 عضو من 88 دولة في كل المناطق الأولمبية.

## الاتحاد العربي للبولِنغ
تأسس الاتحاد العربي للبولِنغ عام 1999 وهو يتبع المنطقة الآسيوية.

## الانواع
يشرف الاتحاد الدولي للبولِنغ علي بولِنغ (عشرة قوارير) أما بولِنغ التسعة قوارير فيتواجد في القارة الأوربية أما بولِنغ العشرة قوارير فيتواجد في باقي دول العالم وينقسم إلي ثلاثة مناطق جغرافية:
- المنطقة الأمريكية.
- المنطقة الآسيوية.
- المنطقة الأوربية.